# Jacob
Jacob je priimek več znanih oseb, kakor tudi osebno ime pri več narodih.
- Alfred Jacob (1883—1963), nemški general
- Claud Jacob (1863—1948), britanski feldmaršal
- François Jacob (1920—2013), francoski genetik in fiziolog, nobelovec leta 1965
- François Honoré Jacob (1770—1841), francoski umetniški mizar
- Georges Jacob (1739—1814), francoski umetniški mizar
- Irène Jacob (*1966), francosko-švicarska igralka
- Louis Jacob (1768—1854), francoski admiral
- Max Jacob (1876—1944), francoski pisatelj in slikar
- Suzane Jacob (*1943), kanadska pesnica in pisateljica
- Violete Jacob (1863—1946), škotska pesnica in pisateljica